# قاورد بك
قاورد بك هو أحمد بن جغري بك الملقب بـ «عماد الدين والدولة» قارا أرسلان قاورد بك (المتوفي عام 465 هـ / 1073م)، والمعروف أيضًا بأسم قاروت بك ، وهو أميرًا سلجوقيًا، عند وفاة أخيه، قاد تمردًا فاشلاً ضد أقاربه في محاولة للحصول على العرش السلجوقي.
يعتبر قاورد مؤسس السلالة القاوردية في كرمان ومكران (جنوب فارس) حيث استمرت دولته حوالي 150 عامًا. يُعتبر عهده ذروة كرمان. الذي كان قد حفظه باتباع السلاجقة العظماء. وعلى الرغم من المشاكل التي واجهته مع أبو كاليجار وبهرام، ورغم اعتراضات ألب أرسلان وملك شاه نجل ألب أرسلان، استطاع الملك قاورد أن يتولى إمارة كرمان وبلغ ذروته الاقتصادية في العهد السلجوقي. لكن مع وصول الغز التركمان إلى كرمان، انتهى حكم القاوردية.

## تأسيس الدولة
بعد هزيمة قوات السلطان مسعود غزنوي في موقع دانداناقان عام 341 هـ، سيطر التركمان على خراسان وسرعان ما بدأوا تحركهم لغزو المناطق الداخلية لإيران. قرر طغرل بن ميكائيل - الذي كان في التصويت السلجوقي - تقسيم النقاط المُسيطر عليها وترك غزو نقاط جديدة لإخوته وأبناء إخوته، وبذلك تم تسليم فتح محافظة كرمان والمناطق المحيطة بها إلى قاورد بن جغري بك الا انه وتوجد خلافات، حيث تزعم بعض المصادر أن «الملك السلجوقي قاورد شرع في غزو كرمان عام 433 هـ بأوامر من عمه طغرل بك». ويعتقد آخرون أن ملك قاورد قررذلك عام 442 هـ.
في حين روى مؤرخون مثل بنداري هذه الحادثة عام 447 هـ، ومدة حكمه 32 سنة، ويبدو أن الرأي الأول (أي عام 433 هـ) أقرب إلى الواقع. بالتزامن مع وصول قاورد إلى كرمان، سيطر فرع من ديالمة على هذه الأرض. بعد عدة مناوشات، تغلب قاورد أخيرًا عليهم. لكن الانتصار لم يكن نهاية عمل قاورد للسيطرة على كرمان. لأن مجموعة عرقية أخرى تسمى قفس سادت أيضًا في بعض أجزاء كرمان. وبحسب المصادر فإن هذه القبيلة كانت تسبب المشاكل الكثيرة لقاورد، لكن قوارد استطاع أخيرًا إرسال جواسيس بين هذه القبيلة وقتلهم ونهبهم أيضًا.
بعد قهر ديالمة والقفس والسيطرة الكاملة على كرمان، انطلق الملك قاورد لغزو عُمان، وفي هذا الأمر طلب من أمير كل حدود مساعدته وتزويده بالمعدات اللازمة لهذه الرحلة، لكن حاكم عمان شهريار بن كفيل - أعلان استسلامه وسُميت أرض الخطب والنقود على اسم الملك قاورد، وبعد فتح عمان انتهى غزو كرمان وسيطر قاورد على كامل أراضي المحافظة. وهكذا، أنشأ فرعًا جديدًا من السلاجقة يُدعى سلاجقة كرمان في هذه المقاطعة. وفي نفس الوقت اعتلى فيها السلطان أرسلان والسلطان ملك شاه عرش السلاجقة العظماء، ثار الملك قارود ضد السلاطين من أسرته وفي النهاية ألقي القبض عليه.

## المطالبة بالعرش
توفي ألب أرسلان عام 1072. ولكن قبل وفاته أوصى عرشه لملك شاه الأول، ابنه الثاني. كما أعرب عن قلقه بشأن صراعات العرش المحتملة. وكان المتنافسون الرئيسيون على العرش نجله الأكبر أياز وشقيقه قاورد. كحل وسط، قدم منحًا سخية لأياز وقاورد. كما أوصى قاورد بالزواج من أرملته. كان ملك شاه يبلغ من العمر 17 أو 18 عامًا فقط عندما اعتلى العرش. على الرغم من أن أياز لم يمثل مشكلة، إلا أنه واجه مشكلة خطيرة تتمثل في تمرد قاورد. كان وزيره نظام الملك أكثر قلقًا لأنه أصبح بحكم الواقع الحاكم الفعلي للإمبراطورية خلال عهد الشاب ملك شاه. على الرغم من أن قاورد لم يكن لديه سوى جيش صغير، إلا أن الضباط التركمان في جيش ملك شاه كانوا يميلون إلى دعم قاورد. لذلك أضاف ملك شاه ونظام الملك أفواجًا غير تركية إلى الجيش السلجوقي ودعم الأرتقيين، إلى أن وقع الاشتباك في موقع معروف باسم كرك كابي (أو كيريك ) بالقرب من همدان في 16 مايو 1073.

## مقتله
تمكن ملك شاه من هزيمة قوات قاروت والقاء القبض عليه، وكان ملك شاه متسامحًا مع عمه. لكن نظام الملك أقنع السلطان الشاب بإعدامه. كما قام نظام الملك بإعدام اثنين من أبناء قاورد الأربعة. في وقت لاحق، قضى على معظم قادة الجيش الأتراك الذين اشتبه في أنهم من أنصار قاروت. كانت هزيمة قاروت بمثابة ضربة للطابع التركي للإمبراطورية. لكن أبناء قاروت الآخرين تمكنوا من الحكم في كرمان حيث عاشوا تابعين لملك شاه ودولتهم الصغيرة لفترة أطول من الإمبراطورية السلجوقية الكبرى.

## الوضع الاقتصادي في عهده
ازدهرت كرمان تجاريًا في عهد قاورد، وفي العقود الأخيرة من القرن الخامس / الحادي عشر الهجري ؛ وفي العقود الأولى من القرن التالي، كان لمدن كرمان إلى بردسير وجيروفت نشاط تجاري كبير وكانت مراكزهم التجارية للمهاجرين من تجار أجانب جاءوا من أراض مثل بيزنطة والهند.

## آثاره
كان الملك قاورد ملك مظفر مصلحاً حكيماً وانتصرت آرائه في الملكية، وظل نجاحه في المملكة على صفحات العصر. بسبب صناعته في تأسيس أسس مملكة كرمان، بقي في عائلته لمدة 150 عامًا، وكان أبناؤه وأحفاده (عائلته) يأكلون من مائدته، وكان نومهم الليلي وراحتهم النهارية نتيجة ليلة البقاء والعمل الشاق. كانت إحدى أخلاقه الدنيوية أنه في حماية الممتلكات والمال خلال الأربعة والثلاثين عامًا التي كان فيها ملكًا، لم يكن هناك ذرة من أوجه القصور في نقده.